# ハラルト・ハインケ
ハラルト・ハインケ（Harald Heinke  1955年5月15日- ）は、旧東ドイツのザクセン州・アイレンブルク出身の柔道選手。階級は78kg級。身長178cm。

## 人物
1975年にヨーロッパジュニア78kg級で優勝を飾った。シニアになると、1977年からヨーロッパ選手権で2連覇を達成した。1979年の世界選手権では3位となった。翌年の1980年モスクワオリンピックでは2回戦でソ連のショータ・ハバレーリに効果で敗れるが、敗者復活戦を勝ち上がり、3位決定戦でルーマニアのミルチャ・フラチカを注意で破り銅メダルを獲得した。

## 主な戦績
- 1975年 - ヨーロッパジュニア　優勝
- 1976年 - ソ連国際　2位
- 1977年 - ソ連国際　優勝
- 1977年 - ハンガリー国際　2位
- 1977年 - ヨーロッパ選手権　2位
- 1978年 - フランス国際　優勝
- 1978年 - ヨーロッパ選手権　優勝
- 1978年 - ポーランド国際　2位
- 1979年 - オーストリア国際　優勝
- 1979年 - ハンガリー国際　3位
- 1979年 - ヨーロッパ選手権　優勝
- 1979年 - ポーランド国際　3位
- 1979年 - 世界選手権　3位
- 1980年 - ヨーロッパ選手権　2位
- 1980年 - モスクワオリンピック　3位